# Мейва (Міє)

Ме́йва (яп. 明和町, めいわちょう, МФА: [meːwa t͡ɕoː]?) — містечко в Японії, в повіті Такі префектури Міє. Розташоване в північній частині префектури, на березі затоки Ісе. Отримало статус містечка 1958 року. Площа становить 40,92 км². Станом на 1 серпня 2011 року населення складало 22 806  осіб, густота населення — 557 осіб/км².   